# St. Wendelinus (Hainstadt)

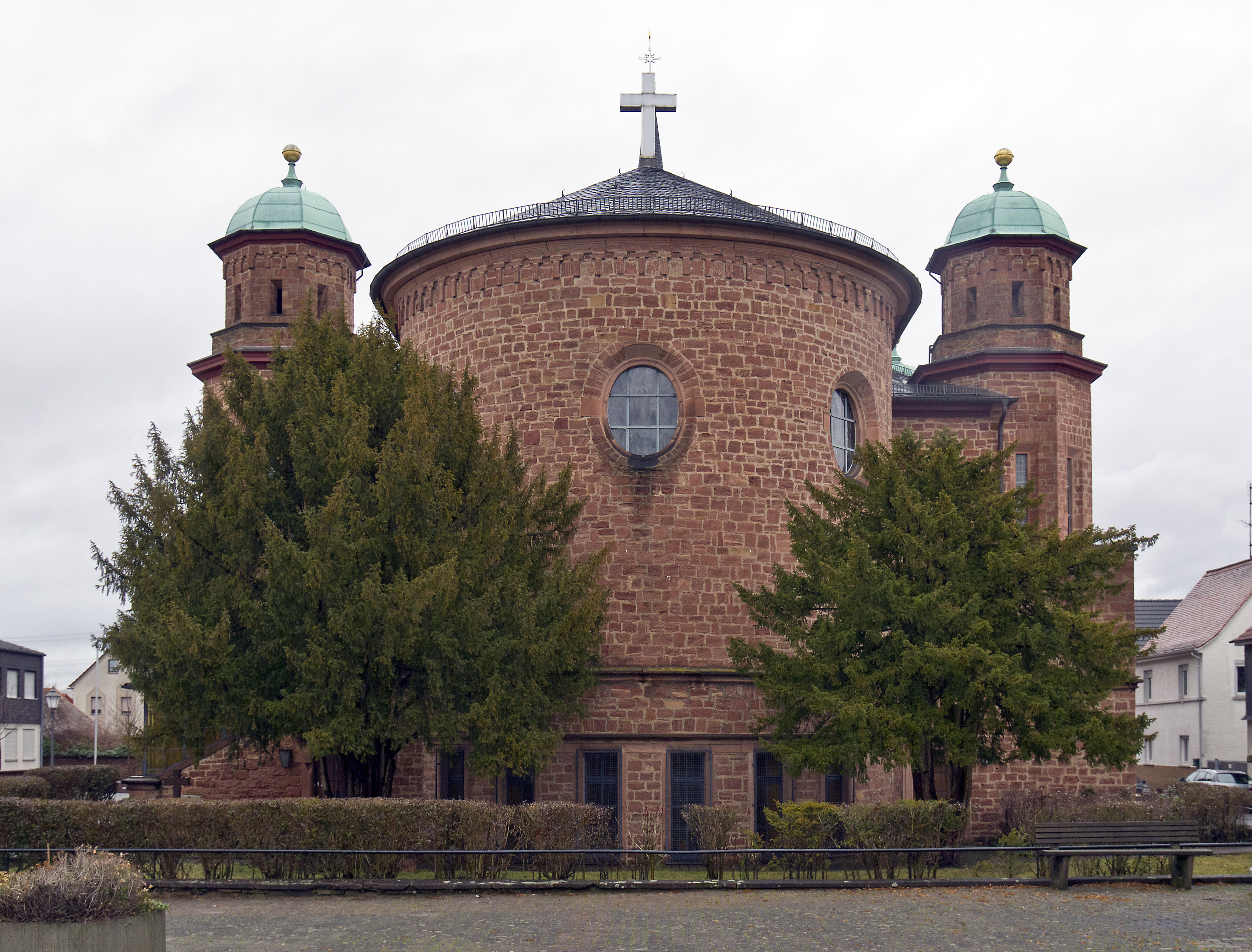
Die katholische Pfarrkirche St. Wendelinus Hainstadt, erbaut 1847–1848

Die römisch-katholische Pfarrkirche St. Wendelinus ist ein unter Denkmalschutz stehendes Kirchengebäude im Hainburger Ortsteil Hainstadt in Südhessen. Die Pfarrgemeinde gehört zum Pastoralraum Mainbogen der Region Mainlinie im Bistum Mainz. Die neuromanische Kirche steht unter dem Patrozinium des heiligen Wendelin und gilt als Wahrzeichen Hainstadts.

## Geschichte

### Alte St.-Wendelinus-Kirche
Bevor die heutige Pfarrkirche St. Wendelinus erbaut wurde, gab es in Hainstadt bereits einen älteren Kirchenbau, der dem heiligen Wendelin (Schutzpatron der Hirten, Bauern und Landleute) geweiht war. Das Patrozinium Wendelins zeugt von der landwirtschaftlichen Prägung Hainstadts zur damaligen Zeit. Es ist davon auszugehen, dass die Kirche (zumindest teilweise) als Fachwerkbau errichtet worden ist. In welchem Jahr die alte St.-Wendelinus-Kirche errichtet wurde und wie Innenraum und Fassade der Kirche aussahen, ist nicht bekannt. Lediglich ihre Lage am Dalles in Hainstadt geht aus einem Katasterblatt aus dem 19. Jahrhundert hervor, das im Hainstädter Gemeindearchiv hinterlegt ist.
Ein Vermerk des Pfarramtes Steinheim aus einem Briefwechsel zwischen dem Hainstädter Bürgermeister Korb und dem Großherzoglichen Kreisrat des Kreises Offenbach von 1837 belegt, dass das alte Hainstädter Kirchengebäude Anfang des 19. Jahrhunderts bereits baufällig und zu klein für die Hainstädter Gemeinde gewesen sein muss. Auch die Orgel war bereits stark geschädigt. Es kann angenommen werden, dass bereits 1840 die Entscheidung für einen Kirchenneubau gefällt worden war, da in einem Schreiben des Kreisrates von 1840 Bürgermeister Korb aufgefordert wird, zuerst die Kirchenkapitalien zu regeln und zu sichern. Die Realisierung der Pläne für einen Kirchenneubau erfolgte 1847 bis 1848.
Ab Juni 1849 wurde das noch vorhandene Kirchmobiliar der alten Kirche nach vorangegangener Taxation (Wertschätzung) durch den Bauaufseher Gieles von Steinheim versteigert. So wurde etwa der alte Altar der Kirche am 5. Oktober 1852 für 10 Gulden an Pfarrer Koerber für die katholische Kirche St. Nikolaus in Klein-Krotzenburg verkauft. Das alte Kirchengebäude sollte ursprünglich an den Hainstädter Bürger Michael Groß verkauft werden, verblieb schließlich jedoch im Besitz der Gemeinde, bis es 1860/1861 abgerissen und die Baugrube mit Sand und Kies verfüllt wurde. Seit 2017 ist der Grundriss des Gebäudes durch (die Eckkanten markierende) Messingleisten im Pflaster wieder ablesbar.

### Neuromanische Pfarrkirche St. Wendelinus
Die heutige Pfarrkirche St. Wendelinus wurde in den Jahren 1847 bis 1848 erbaut. Die Grundsteinlegung für die neuromanische Saalkirche fand im Mai 1847 statt. Die veranschlagten Baukosten für das 420 Sitzplätze umfassende Gebäude beliefen sich auf 24.000 Gulden. Bis zur Einweihung des Neubaus am 15. Oktober 1848 durch den Steinheimer Dekan Englert wurde die alte St.-Wendelinus-Kirche weiterhin genutzt.
1932 wurde die Kirche unter Pfarrer Seebauer um einen Erweiterungsbau mit halbrundem Chor und vier kleineren Türmen vergrößert, da das Gebäude für die Bevölkerung Hainstadts zu klein geworden war.
Quelle:

## Orgel

### Barocke Orgel (vor 1743)
Vor der aktuellen Pfarrkirche gab es bereits eine Kapelle, die ebenfalls dem hl. Wendelin geweiht war. Aus einer Gemeinderechnung von 1743 geht hervor, dass in dieser Kapelle bereits eine Orgel mit 4 1⁄2 Register und 2 Zugbälgen stand. Die nächste Erwähnung findet sich in einer Rechnung von 1837. Nach Errichtung der neuen Kirche wurde 1848 die alte Orgel verkauft, weil sie für das neue Gotteshaus zu klein war.

### Ratzmann-Orgel (1849–1961)
Bereits 1847 beauftragte man den Orgelbauer Wilhelm August Ratzmann aus Gelnhausen mit dem Neubau einer Orgel für die neue Pfarrkirche. Sie wurde mit Schleifladen sowie mechanischer Spiel- und Registertraktur ausgestattet und hatte 18 Register auf 2 Manualen und Pedal. Das Gehäuse hatte 2 Seitentürme, in die ja 4 Statuen eingestellt waren. Die Disposition ist unbekannt. Nachdem der Kirchenraum 1935 baulich vergrößert wurde klar, dass die Ratzmann-Orgel für die neuen Raumverhältnisse zu klein war. Sie wurde 1961 abgebaut.

### Schmidt-Orgel (1961–1999)
1961 errichtete Orgelbauer Bernhard Schmidt aus Gelnhausen, Nachfolgeinhaber der Firma Gebr. Ratzmann, eine neue Orgel für St. Wendelinus. Das Instrument hatte 2 Manuale und  Pedal mit 25  Register auf Kegelladen mit elektro-pneumatischer Spiel- und Registertraktur.
| I Hauptwerk C– |        |
| Quintade       | 16′    |
| Prinzipal      | 08′    |
| Hohlflöte      | 08′    |
| Rohrflöte      | 08′    |
| Oktave         | 04′    |
| Holzflöte      | 04′    |
| Quinte         | 02 ⁄3′ |
| Oktave         | 02′    |
| Mixtur IV      | 02′    |
| Trompete       | 08′    |

| II Positiv C– |       |
| Gedackt       | 8′    |
| Salicional    | 8′    |
| Prinzipal     | 4′    |
| Nachthorn     | 4′    |
| Waldflöte     | 2′    |
| Quinte        | 1 ⁄3′ |
| Cymbel        | 1⁄2′  |
| Krummhorn     | 8′    |

| Pedal C–                        |     |
| Subbass                         | 16′ |
| Prinzipal                       | 16′ |
| Oktavbass                       | 08′ |
| Choralbass                      | 08′ |
| Rauschpfeife IV                 |     |
| Zartbass (Abschwächung Subbass) | 16′ |

Nach 1980 zeigt sich immer mehr die bautechnisch bedingte Anfälligkeit der Kegelladen-Orgel. Sehr häufig mussten Magnete oder Lederbälgchen ausgetauscht werden. 1995 wurde schließlich eine Generalüberholung mit Neuintonation beschlossen, welche die Firma Freiburger Orgelbau Hartwig Späth durchführte.
In der Neujahrsnacht zu 1999 entstand kurz nach Mitternacht durch eine Silvesterrakete ein Brand im Dachstuhl der Kirche. Das Löschwasser zerstörte einen Teil der Windladen und der Holzkonstruktion. Wegen der Höhe der zu erwartenden Reparaturkosten und der Aussicht, mit einem Orgelneubau die Reparaturanfälligkeit der elektro-pneumatischen Orgel zu überwinden, entschied man sich für einen Orgelneubau.

### Hartwig-Späth-Orgel (seit 2003)

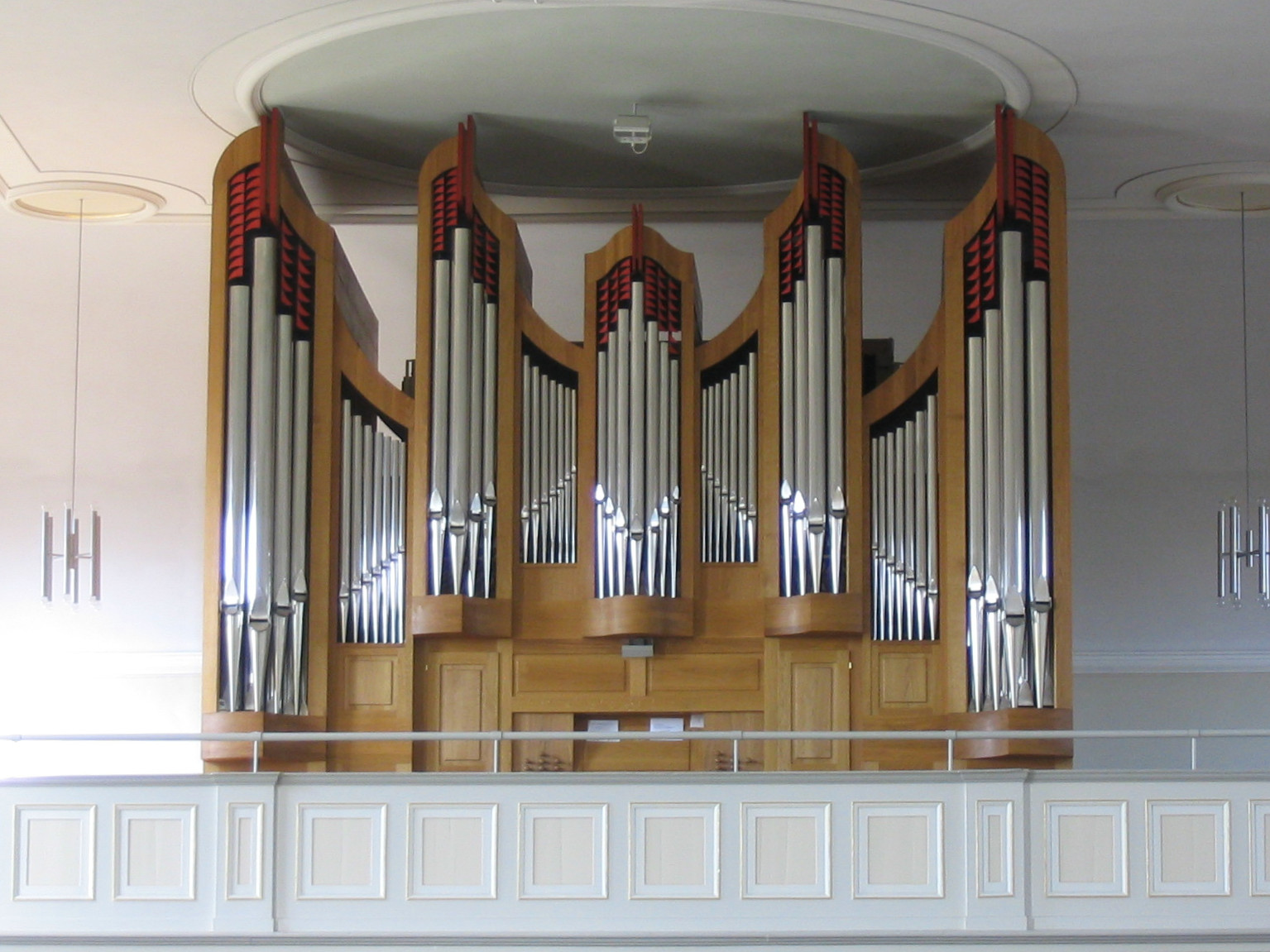
Prospekt der Hartwig-Späth-Orgel

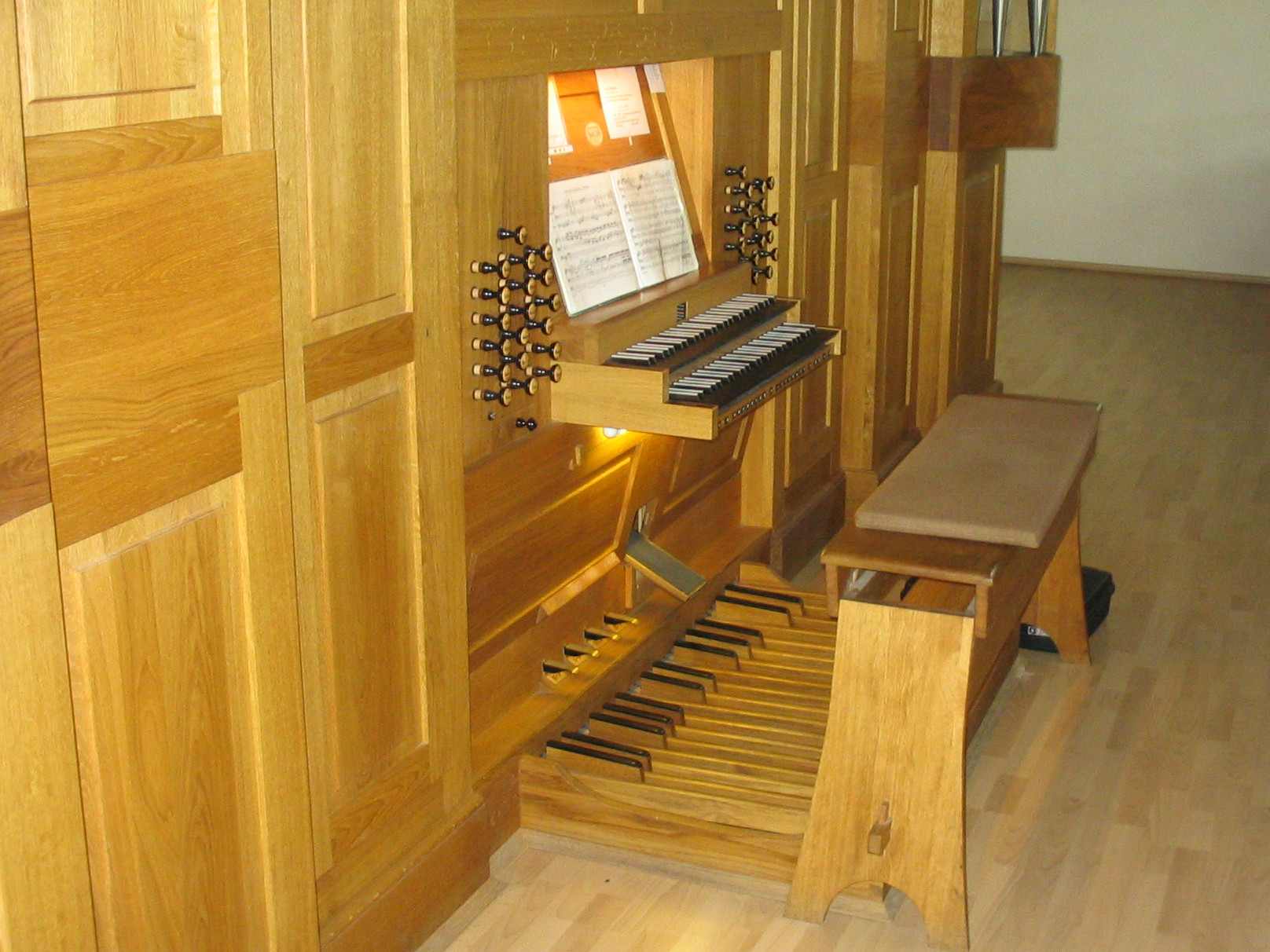
Spieltisch der Hartwig-Späth-Orgel

Die Kirche beherbergt nun eine 2002–2003 von der Firma Freiburger Orgelbau Späth in March (Breisgau) als Opus 981 gefertigte Schleifladen-Orgel mit zwei Manualen, 42 Pfeifenreihen und 31 Registern. Die Spieltraktur ist mechanisch und die Registertraktur elektrisch ausgeführt. Die in der Disposition entsprechend markierten Register verwenden den Pfeifenbestand der alten Schmidt-Orgel. Sie wurden sorgfältig überarbeitet und neu intoniert. Die neue Orgel wurde am 6. April 2003 von dem Mainzer Generalvikar Werner Guballa geweiht.

| I Hauptwerk C–g3 |                |        |   |
| 01.              | Bourdon        | 16′ 0  | X |
| 02.              | Prinzipal      | 08′    |   |
| 03.              | Konzertflöte   | 08′    |   |
| 04.              | Rohrgedackt    | 08′    | X |
| 05.              | Viola da Gamba | 08′    |   |
| 06.              | Octave         | 04′    | X |
| 07.              | Gemshorn       | 04′    | X |
| 08.              | Quinte         | 02 ⁄3′ |   |
| 09.              | Superoctave    | 02′    |   |
| 10.              | Cornett V      | 08′    |   |
| 11.              | Mixtur IV–V    | 01 ⁄3′ |   |
| 12.              | Trompete       | 08′    |   |

| II Schwellwerk C–g3 |                 |        |   |
| 13.                 | Diapason        | 8′     | X |
| 14.                 | Holzflöte       | 8′     | X |
| 15.                 | Nachthorn       | 8′     | X |
| 16.                 | Salicional      | 8′     | X |
| 17.                 | Schwebung       | 8′     |   |
| 18.                 | Geigenprinzipal | 4′     |   |
| 19.                 | Traversflöte    | 4′     | X |
| 20.                 | Nazard          | 2 ⁄3′  | X |
| 21.                 | Octavin         | 2′     |   |
| 22.                 | Terz            | 1 3⁄5′ |   |
| 23.                 | Plein Jeu IV    | 2′     |   |
| 24.                 | Trompette harm. | 8′     |   |
| 25.                 | Basson-Hautbois | 8′     |   |

| Pedal C–f1 |            |       |   |
| 26.        | Violonbass | 16′ 0 | X |
| 27.        | Subbass    | 16′   | X |
| 28.        | Octavbass  | 08′   |   |
| 29.        | Choralbass | 04′   | X |
| 20.        | Bombarde   | 16′   | X |
| 31.        | Trompete   | 08′   | X |

- Koppeln: II/I, II/II Sub, I/P, II/P
- Nebenregister: Tremulant auf I und II
- Spielhilfen: 2×512fache Setzeranlage, Sequenzer auf / ab, Schwelltritt II

Anmerkungen
X = Pfeifenbestand Vorgängerorgel Bernhard Schmidt (1961)

## Glocken
Das heutige Geläut der Kirche setzt sich aus vier Eisenhartgussglocken zusammen, die 1922 von der Glockengießerei Ulrich & Weule im niedersächsischen Bockenem hergestellt wurden. Beim Läuten aller Glocken erklingt der Vierklang es′ – g′ – b′ – c′′.